# Chiesa di San Giovanni Battista (Massimeno)
La chiesa di San Giovanni Battista è una chiesa cattolica situata nel comune di Massimeno, in provincia autonoma di Trento; è sussidiaria della parrocchiale di Santa Lucia di Giustino e fa parte dell'arcidiocesi di Trento. La struttura, risalente almeno alla metà del Quattrocento, è decorata da affreschi opera di vari membri della famiglia Baschenis.

## Storia

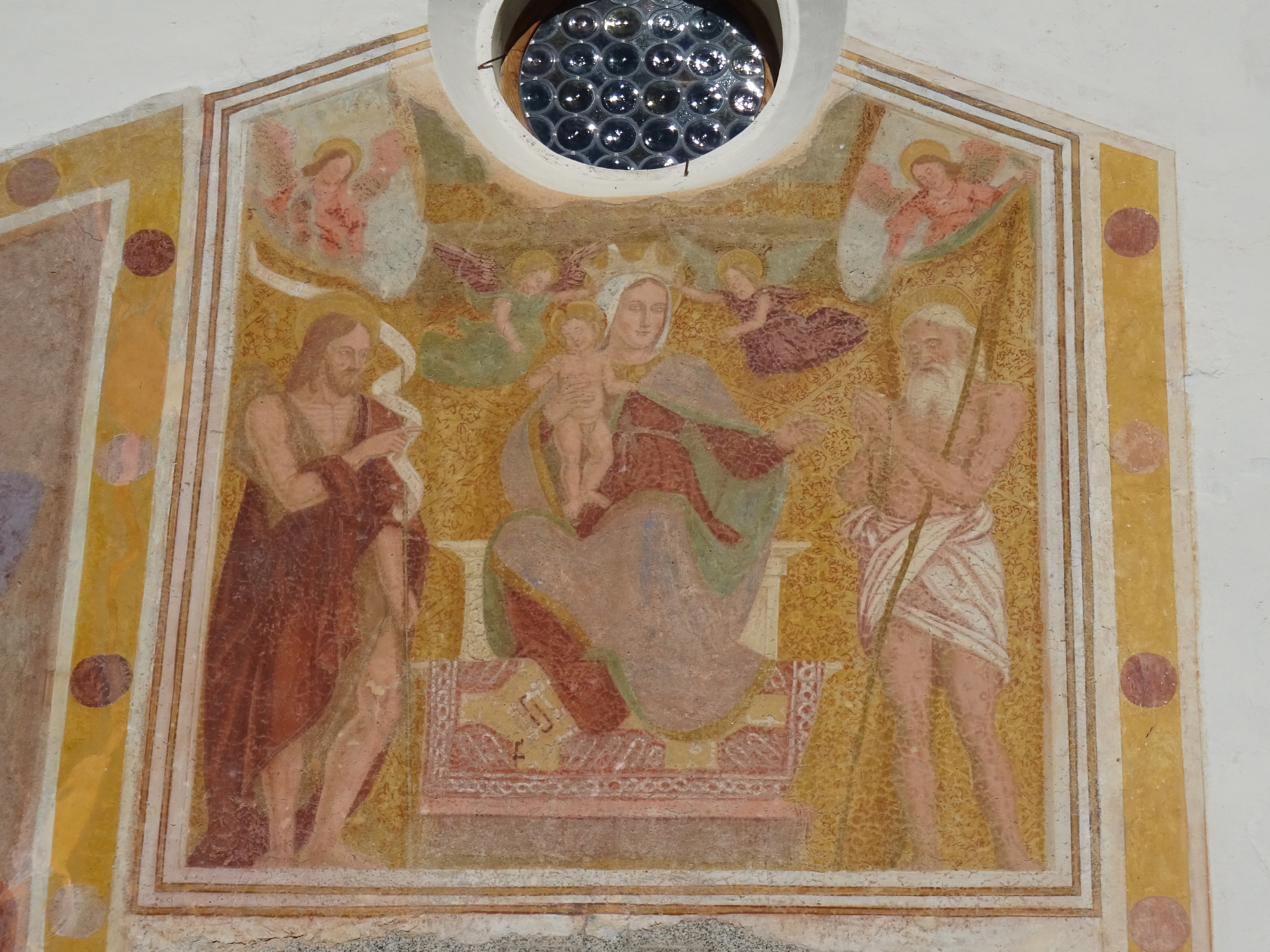
Affresco centrale della facciata, raffigurante la Madonna con Bambino e i santi Giovanni Battista e Giobbe

La chiesa, piuttosto antica, è documentata a partire dal Quattrocento; il sito sembrerebbe essere stato occupato un tempo da un castelliere medievale, secondo una tradizione sede originale del paese di Massimeno, poi distrutta da una frana o da un incendio, oppure abitato per un periodo da un eremita. Intorno alla metà del Quattrocento Antonio Baschenis realizzò gli affreschi nella parte sinistra del transetto, e nello stesso periodo, per la precisione nel 1454, è documentata la consacrazione dell'edificio.
Altri due Baschenis operarono nella chiesa nel secolo seguente: nel 1533 Simone, di cui restano gli affreschi della facciata e della parete sinistra della navata; nella seconda metà del Cinquecento vi lavorò invece Filippo, autore del trittico presente nella parte destra del transetto.
La chiesa venne parzialmente ricostruita alla fine del Seicento sopraelevando la navata e aggiungendo le cappelle laterali; il cantiere, terminato il 2 ottobre 1694, venne diretto dal comasco Francesco Cometti. Sempre del periodo a cavallo tra Sei e Settecento sono gli affreschi e gli stucchi del presbiterio, questi opera di un artista di ambito trentino. Nel 1903 la navata venne ulteriormente decorata da dipinti a tempera di Giuseppe Chinatti, che vennero scialbati durante un restauro eseguito tra il 2009 e il 2012.

## Descrizione

### Esterno

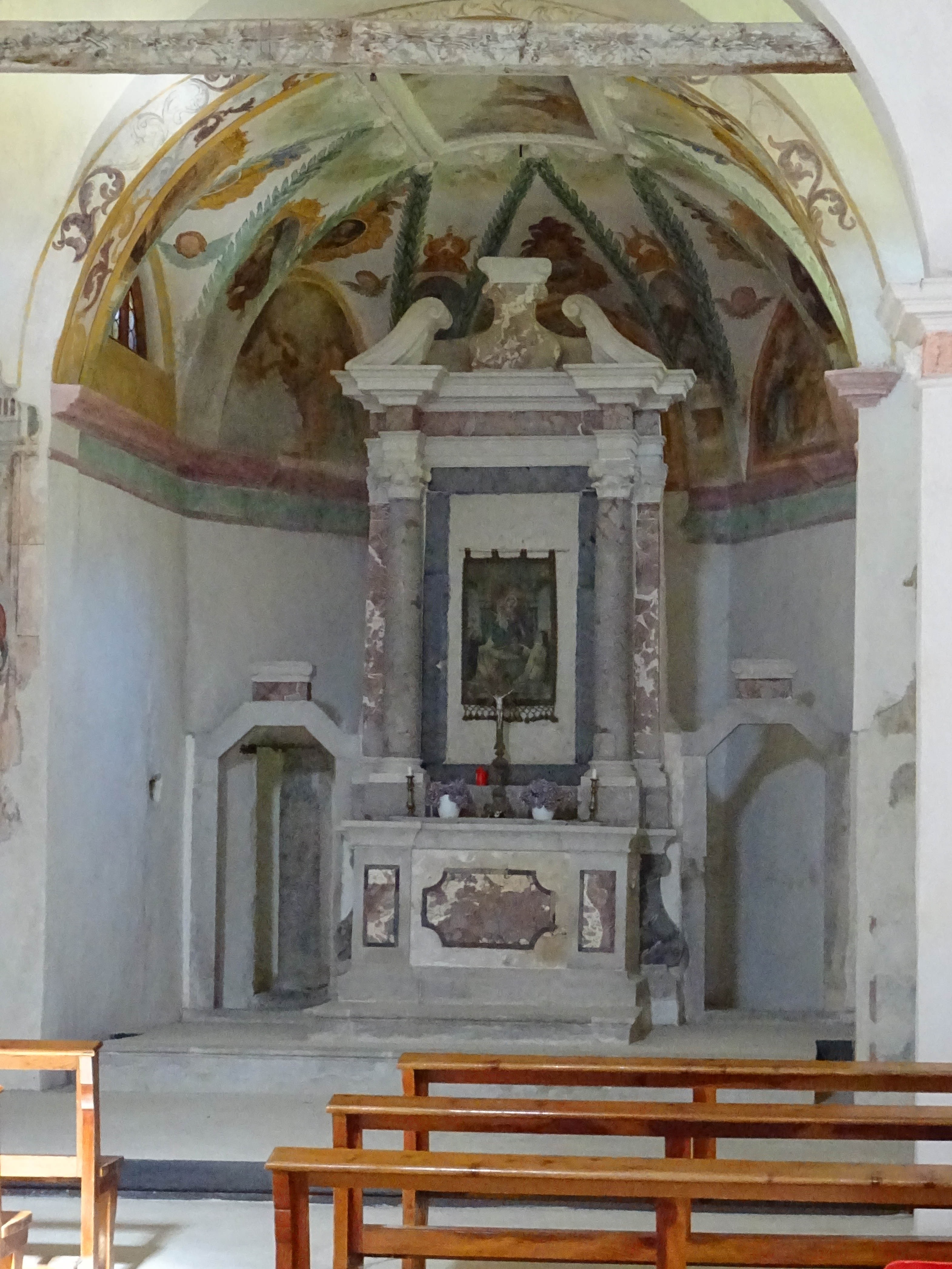
Presbiterio

La chiesa si trova in posizione isolata a nord dell'abitato di Massimeno, a poca distanza dalla ex cava di roccia feldspatica Maffei (la cui attività aveva causato alcuni danni strutturali, per via delle esplosioni di tritolo). L'edificio è semplice, a pianta rettangolare con asse maggiore longitudinale e orientato a nord; la facciata a capanna è aperta dal portale architravato e da due finestre, una rettangolare a sinistra dell'ingresso, e un oculo in alto; da fiachi sporgono tre cappelle laterali, due sulla destra (che emergono come corpo unico), e una sulla sinistra, più arretrata. In prossimità del presbiterio fuoriscono i bracci del transetto. È presente una finestrella rettangolare sul lato sud di entrambi i corpi laterali, e finestre a lunetta ai lati del presbiterio e sulla parete orientale della seconda cappella destra. In posizione arretrata, sulla falda sinistra del tetto, s'innalza un piccolo campanile a vela, con campana azionata a corda e coperto da un tettuccio a due falde.
In facciata, oltre ad una cartella circolare che documenta l'ampliamento del 1694, vi sono due opere di Simone II Baschenis: sulla sinistra un grande san Cristoforo affiancato da altre due figure più piccole, una identificabile forse con santa Liduina; tra il portale e l'oculo, una Madonna con Bambino in trono circondata da angeli e affiancata dai santi Giovanni Battista e Giobbe. Sulla parete sud della prima cappella destra, al di sopra di una finestrella rettangolare, si trova inoltre un affresco a foggia di edicola votiva raffigurante la deposizione di Cristo; si tratta in effetti dell'ultima stazione di una via Crucis dipinta dal Chinatti a inizio Novecento, il resto della quale, che scorreva sulla via tra Giustino e Massimeno, è andata distrutto.
Infine, sul lato destro è murata un'acquasantiera in granito collegata ad una leggenda secondo la quale le donne che desideravano avere un figlio avrebbero dovuto infilarci la testa per guadagnare l'agognata fertilità.

### Interno

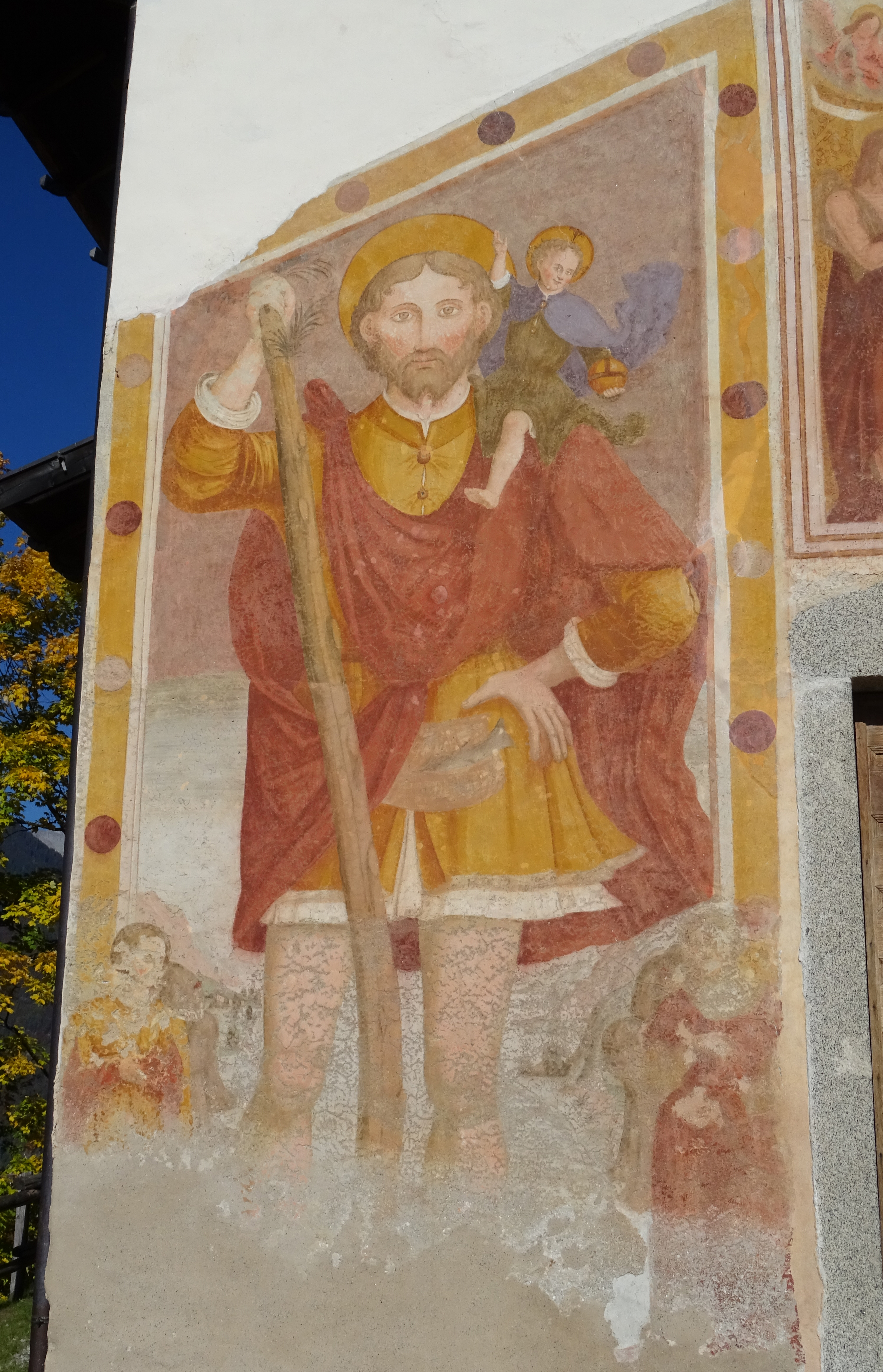
Affresco di san Cristoforo sulla parte sinistra della facciata

L'interno, pavimentato con battuto di calce, è a navata unica, suddivisa in due campate coperte da volte a crociera; vi sono tre cappelle laterali voltate a botte, una a destra nella prima campata, e le altre due su ogni lato della seconda. Il presbiterio è rialzato di un gradino rispetto all'aula e coperto da volta a lunetta, terminante con un'abside poligonale con catino a spicchi.
L'interno della chiesa conserva diverse opere pittoriche: nell'abside vi sono alcune tracce d'affresco risalenti alla seconda metà del Quattrocento, accompagnate da altre nel catino che sono invece del periodo dell'ampliamento fine-seicentesco. A destra nel transetto si trova o un battesimo di Cristo di autore ignoto, e un trittico attribuito a Filippo Baschenis raffigurante la Madonna del Latte, san Bartolomeo e san Giorgio con il drago. Dal lato opposto del transetto c'è un altro gruppo di santi, questo opera di Antonio Baschenis, che comprende di nuovo san Bartolomeo, san Michele, santa Caterina d'Alessandria e sant'Antonio abate; frammenti di un'Ultima Cena attribuita a Simone Baschenis, parzialmente distrutta dall'apertura della cappella laterale, sono visibili sulla parete sinistra della navata.